# 九合诸侯
九合诸侯，春秋时期齐桓公会盟诸侯，成为霸主的盟会。《论语》说齐桓公九合诸侯一匡天下。《谷梁传》称衣裳之会十一次，兵车之会四次。
根据《春秋经》齐桓公在位时大的诸侯盟会有：
1. 前681年春，齐宋陈蔡邾：北杏之会
2. 前680年冬，齐宋卫郑单：鄄之会
3. 前679年春，齐宋陈卫郑：鄄之会
4. 前678年十二月，齐鲁宋陈卫郑许滑滕：幽之会
5. 前667年六月，齐鲁宋陈郑：幽之会
6. 前659年八月，齐鲁宋郑曹邾：柽之会
7. 前658年九月，齐宋江黄：贯之会
8. 前657年秋，齐宋江黄：阳谷之会
9. 前656年夏，齐楚鲁宋陈卫郑许曹：召陵之会
10. 前655年夏，周齐鲁宋陈卫郑许曹：首止之会
11. 前653年七月，齐鲁宋陈郑：宁母之会
12. 前652年正月，周齐鲁宋卫许曹陈郑：洮之会（兵车之会）
13. 前651年夏，周齐鲁宋卫郑许曹：葵丘之会
14. 前647年夏，齐鲁宋陈卫郑许曹：咸（今河南濮阳东南60里）之会（兵车之会）
15. 前645年三月，齐鲁宋陈卫郑许曹：牡丘之会（兵车之会）
16. 前644年十二月，齐鲁宋陈卫郑许邢曹：淮之会（兵车之会）